# Aloísio Catão Torquato
Monsenhor Aloísio Catão Torquato (Campina Grande, 4 de maio de 1931 – João Pessoa, 12 de julho de 2021) foi um sacerdote católico brasileiro. Ordenado presbítero em 1956, exerceu seu ministério por mais de seis décadas em diversas paróquias da Paraíba e de Goiás, tendo também atuado como capelão militar da Força Aérea Brasileira, onde alcançou a patente de tenente-coronel. Reconhecido por seu apego à doutrina católica e pela ênfase na vida sacramental, especialmente na Eucaristia, destacou-se pela atuação pastoral voltada à juventude, à formação espiritual e à direção de iniciativas eclesiais. Nos últimos anos de sua vida, esteve ligado à Casa de Evangelização Monsenhor Aloísio Catão, instituição na qual colaborou até sua morte.

### Infância e Início da Vocação
Aloísio Catão Torquato nasceu em 4 de maio de 1931, em Campina Grande, Paraíba, filho de Antônio Araújo Torquato, sapateiro, e de Antônia Catão Torquato. Cresceu em uma família numerosa, em meio a um cenário de dificuldades econômicas agravadas pela crise do algodão. Teve sete irmãos: Genivaldo, Aurélio, Maria Ivone, Alcides, Maria das Neves, Abel e Marcus.
Durante a infância, demonstrava grandes traços de devoção e afeição pelas práticas da Igreja Católica, realizando celebrações simbólicas em suas brincadeiras de criança e participando das atividades paroquiais locais. Foi batizado na Igreja Matriz de Campina Grande, tendo como padrinho o então padre José de Medeiros Delgado, que mais tarde seria nomeado bispo. Recebeu a Primeira Comunhão aos cinco anos de idade.
Em fevereiro de 1939, aos sete anos, passou a atuar como coroinha e, ainda criança, decidiu seguir a vida sacerdotal. No mesmo ano, mudou-se com a família para João Pessoa, onde concluiu o curso primário no Grupo Escolar Epitácio Pessoa. Aos 13 anos, ingressou no Seminário Menor da Arquidiocese da Paraíba, iniciando sua formação eclesiástica formal.

### Do Seminário à Ordenação (1939–1956)

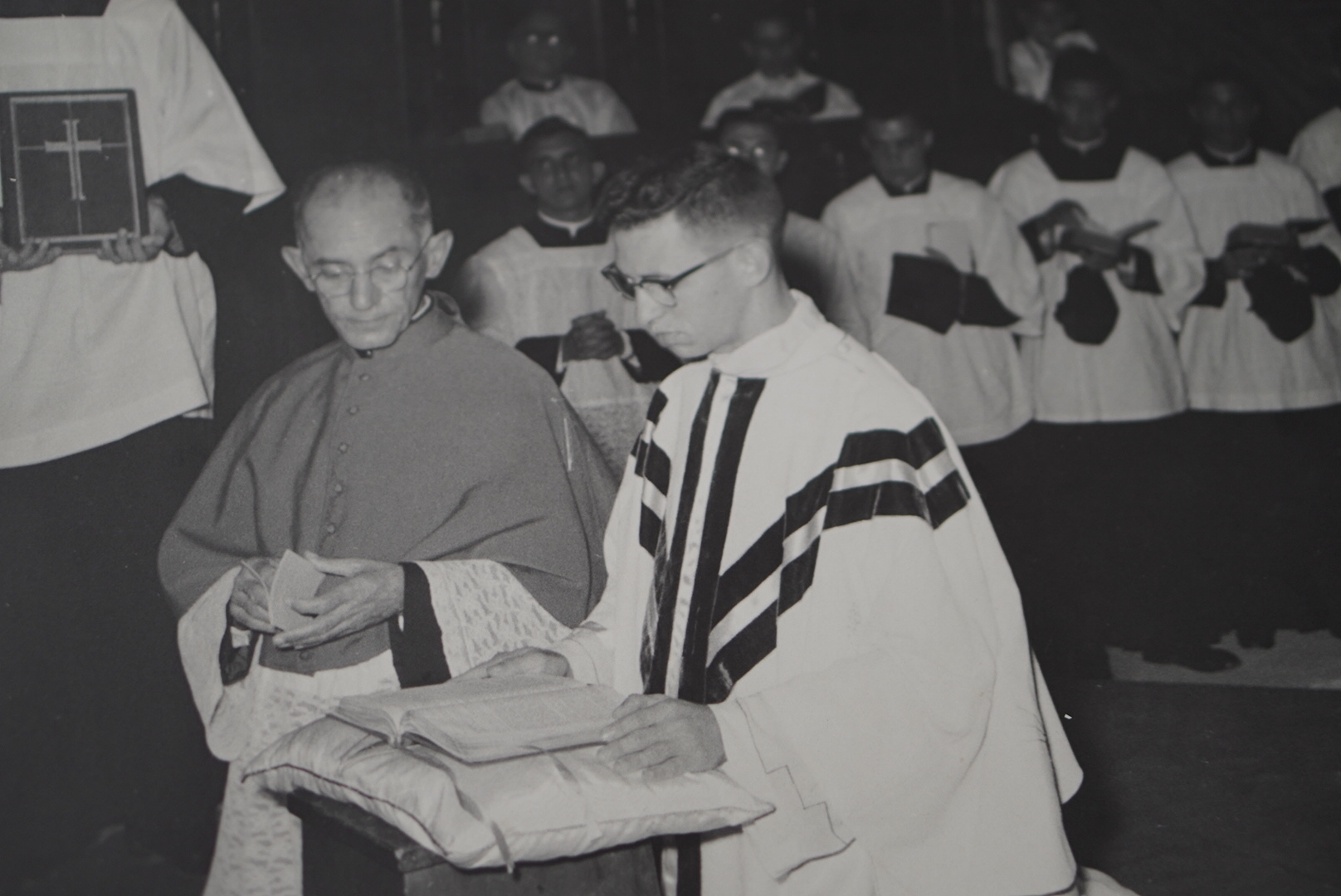
Ordenação presbiteral na Catedral Basílica de Nossa Senhora das Neves

Em 1939, a família Torquato transferiu-se de Campina Grande para João Pessoa, motivada pela busca de melhores condições educacionais e de vida. Aloísio concluiu o curso primário no Grupo Escolar Epitácio Pessoa e, em 1944, aos 13 anos, ingressou no Seminário Menor da Arquidiocese da Paraíba. Os primeiros anos de formação foram marcados pela adaptação ao ambiente disciplinado e pelo impacto emocional da morte de seu irmão Aurélio, em decorrência de febre reumática.
Durante o período no seminário, destacou-se por sua dedicação aos estudos, à oração e à vida comunitária. Recebeu especial acompanhamento do diretor espiritual Monsenhor Antônio Afonso, cuja orientação contribuiu significativamente para sua maturação religiosa. Concluiu o Seminário Menor em 1947 e, no mesmo ano, iniciou a formação filosófica no Seminário Maior, cursando Filosofia entre 1950 e 1952. Em 1953, realizou uma extensão em Bioestatística na Universidade Federal da Paraíba e, no ano seguinte, concluiu o curso de Teologia.
Ao longo da formação, enfrentou desafios e reflexões sobre sua vocação, incluindo o desejo de interromper os estudos para auxiliar o pai no ofício de sapateiro — proposta que foi desencorajada pelo próprio pai, que o incentivou a continuar o caminho rumo ao sacerdócio.
Aloísio Catão Torquato foi ordenado presbítero em 2 de dezembro de 1956, na Catedral Basílica de Nossa Senhora das Neves, em João Pessoa, pelas mãos de Dom Manuel Pereira da Costa. 

### "‘Que eu saiba pagar com amor’: a carta antes da ordenação"

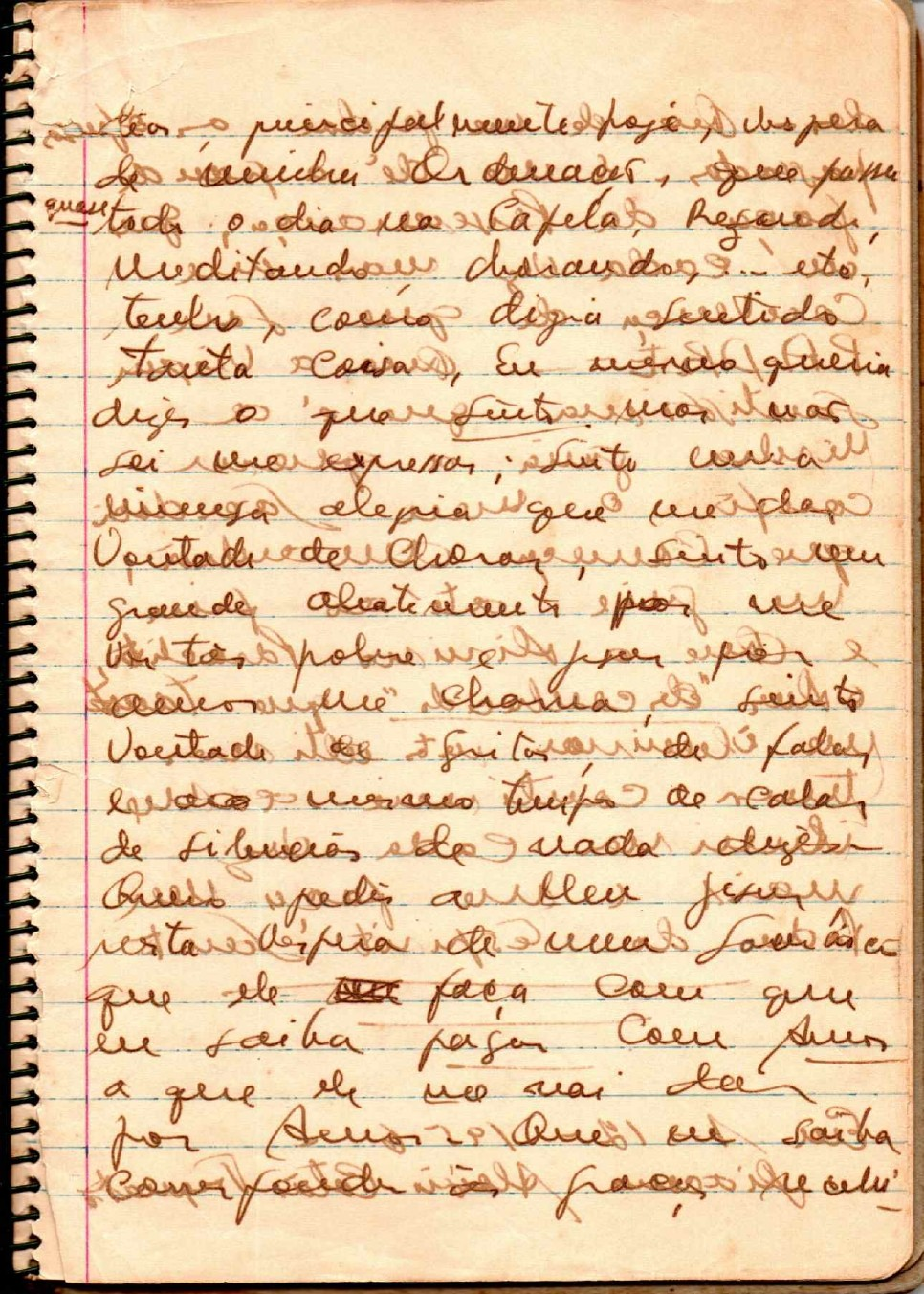
Caderno com trecho da carta escrita na véspera de sua ordenação

Após a morte de Aloísio Catão Torquato, foi encontrado entre seus pertences um manuscrito datado da véspera de sua ordenação sacerdotal, escrito em 1º de dezembro de 1956. O texto, redigido de próprio punho, expressa suas disposições espirituais diante da missão que iniciaria no dia seguinte. Trata-se de um documento pessoal de grande valor histórico e religioso, que ilustra o modo como o futuro sacerdote compreendia sua vocação e consagração:
“Dia 1° de dezembro de 1956, são 22 horas e 15 minutos, faltam poucas horas para o início de um grande dia, o dia da minha Ordenação Sacerdotal. Amanhã, com a graça de Deus, serei ungido Sacerdote do Altíssimo. Jesus me escolheu para ser seu padre, para que eu fosse um outro Ele.
Foi uma escolha toda de amor. Não que eu merecesse o sacerdócio, pois ninguém o merece, e sobretudo eu, que tenho um passado tão feio, cheio de ofensa e traição a Ele. E mesmo assim Ele me chama. “Escolheu os que Ele mesmo quis”. Escolha toda de amor. Com amor total ele me escolhe. É uma demonstração de um escandaloso amor que Ele tem para comigo.
E o que sinto? Tenho nestes últimos dias, principalmente hoje, esperado tanto minha ordenação, que passei quase o dia todo na capela, rezando, meditando, chorando, etc. tenho, como diria, sentido tanta coisa. Eu mesmo queria dizer o que sinto, mas não sei expressar. Sinto uma alegria que me dá vontade de chorar, sinto um grande abatimento por me ver tão pobre e Jesus por  amor me chama.
Sinto vontade de gritar, de falar e ao mesmo tempo de calar, de silenciar, de nada dizer.
Quero pedir a meu Jesus nesta véspera de um sacerdócio, que eu saiba pagar com amor o que Ele me vai dar por amor.
Que eu saiba corresponder às graças recebidas. Que Ele me perdoe as ofensas passadas e me dê a grande graça da perseverança, que eu cada vez mais me convença de que sou PADRE. Que a Virgem Santíssima que é a minha guia a quem eu confio o meu sacerdócio que começa amanhã, me guie até o fim e que o Divino Paráclito, o “Deus Desconhecido”, que tanto me iluminou nestes últimos tempos, continue a me iluminar cada vez mais e me faça um padre do Espírito Santo.”
Em 1 - 12 - 1956
Diácono Aloísio Catão Torquato

### Ordenação presbiteral e primeiros anos de ministério

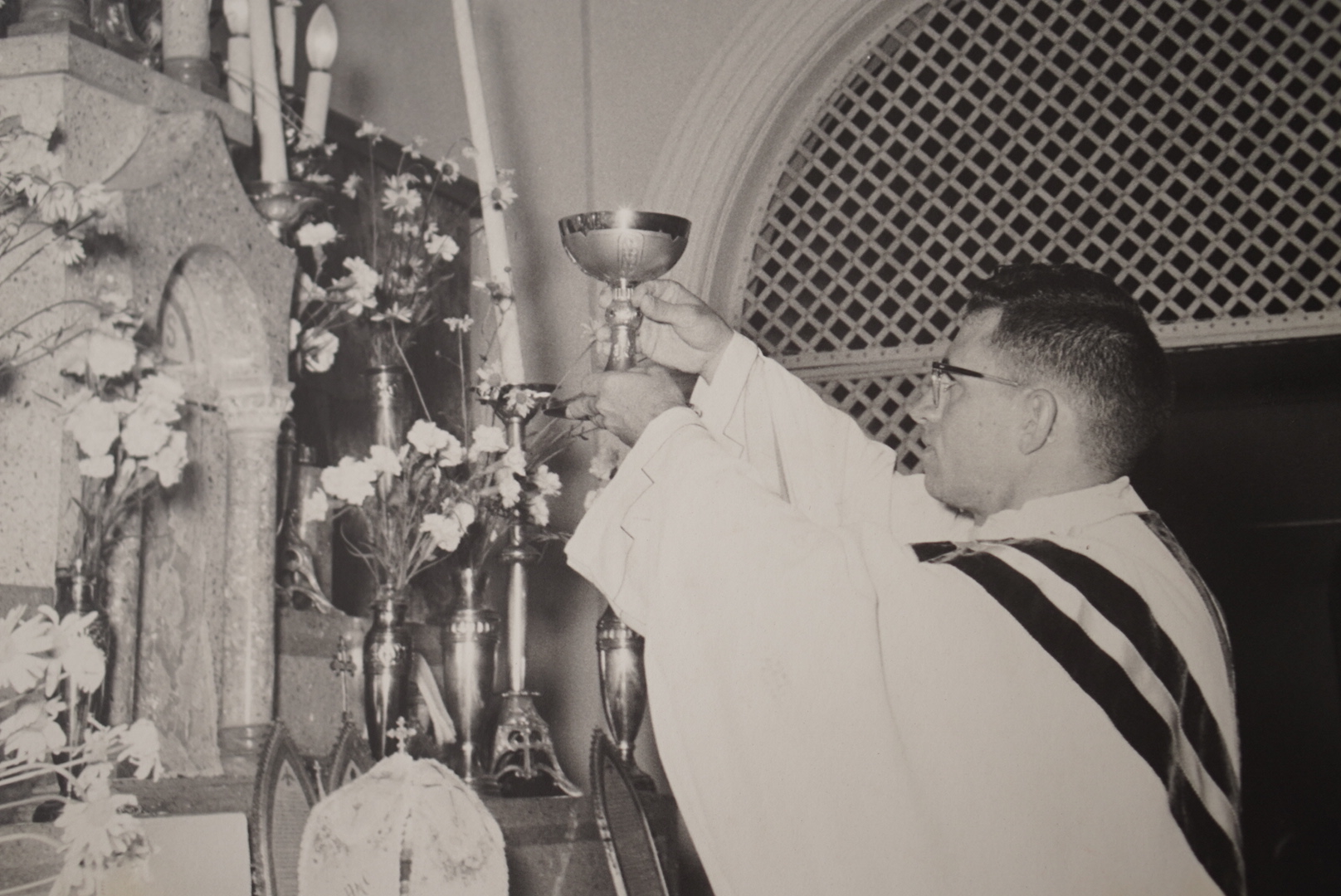
Primeira missa celebrada em 1956 na cidade natal de Campina Grande - PB.

Aloísio Catão Torquato foi ordenado presbítero em 2 de dezembro de 1956, na Catedral Basílica de Nossa Senhora das Neves, em João Pessoa, pelas mãos de Dom Manuel Pereira da Costa, então arcebispo da Paraíba. Escolheu como lema sacerdotal a expressão do Salmo 115: “Quid retribuam Domino, pro omnibus quae retribuit mihi?” — “Que poderei retribuir ao Senhor Deus por tudo aquilo que Ele fez em meu favor?” — indicando sua motivação espiritual de consagração e serviço.
Seu primeiro ofício foi como vigário paroquial da própria Catedral Basílica de Nossa Senhora das Neves, onde iniciou o ministério com dedicação pastoral, atenção às demandas sociais e compromisso com a liturgia. Era conhecido por manter uma rotina disciplinada e por sua sobriedade no estilo de vida. Atuava com regularidade nas confissões e na pregação, sendo procurado por fiéis de diferentes realidades.
Em seguida, foi designado pároco em diversas localidades do interior da Arquidiocese da Paraíba. Em Alagoa Grande, destacou-se por iniciativas voltadas à formação de vocações, promoção da vida litúrgica e assistência social. Realizou reformas na igreja matriz, criou espaços de catequese e instituiu a prática regular da adoração ao Santíssimo Sacramento.
Na Paróquia de Nossa Senhora da Boa Viagem, em Bayeux, coordenou reformas estruturais, incentivou a catequese e organizou atividades voltadas à juventude e à espiritualidade popular. Também teve passagem marcante pela cidade de Serraria, onde permaneceu próximo das populações mais vulneráveis, mantendo um estilo de vida austero e pastoralmente engajado.
Paralelamente ao trabalho paroquial, desempenhou funções de direção espiritual, orientando seminaristas e clérigos. Sua atuação contribuiu para a formação e perseverança de diversas vocações ao ministério ordenado na Paraíba.

### Atuação em Anápolis e no escotismo (1969–1978)

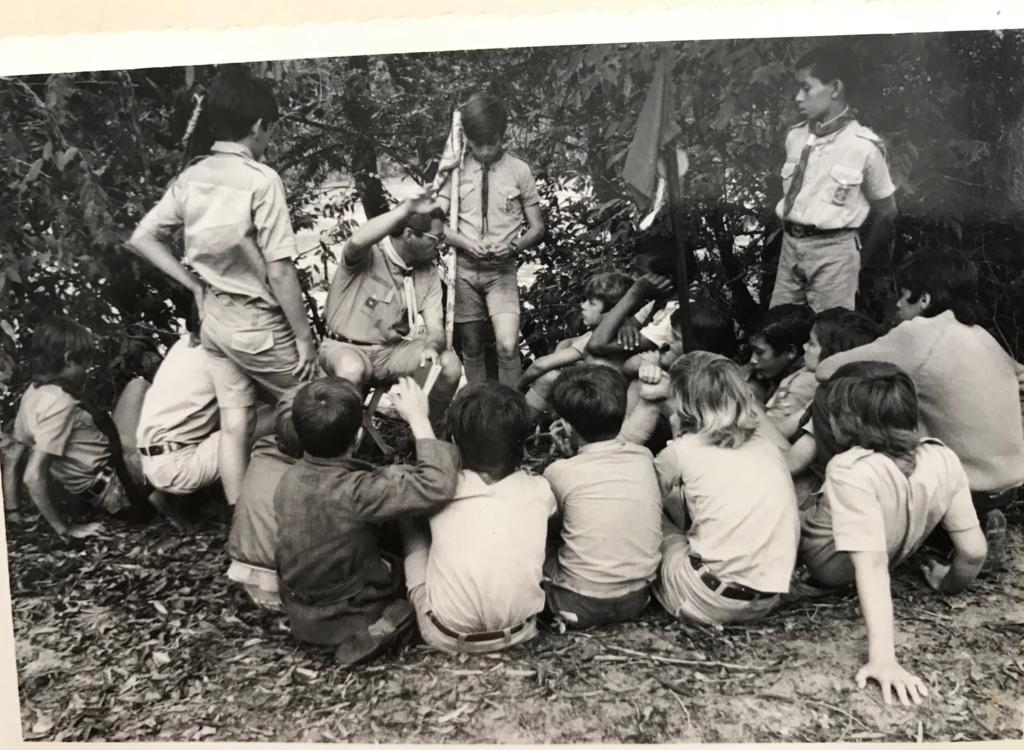
Fotografia em preto e branco do Padre Aloísio Catão Torquato orientando um grupo de escoteiros durante atividade ao ar livre.

Em 1969, a convite de Dom Epaminondas José de Araújo — então bispo da recém-criada Diocese de Anápolis e antigo professor do Seminário da Paraíba —, Padre Aloísio Catão mudou-se para o Centro-Oeste do Brasil, estabelecendo-se em Goiás. 
Inicialmente, exerceu o ofício de auxiliar na Catedral do Senhor Bom Jesus e como capelão do Colégio Auxilium, dirigido pelas irmãs salesianas. Logo após, assumiu paróquias em localidades próximas, como Ouro Verde, Alexânia e Santo Antônio do Descoberto, mantendo-se sempre residente em Anápolis. Além das funções paroquiais, ocupou cargos importantes na estrutura da diocese, como chanceler do bispado (1970–1977) e diretor do Centro de Formação Eclesiástica da Diocese de Anápolis.
Sua atuação não se limitava ao âmbito eclesiástico. Envolveu-se profundamente com a educação, lecionando Educação Moral e Cívica e Ciências no Colégio Estadual José Ludovico de Almeida, onde também atuou como assessor didático. Marcado por um estilo disciplinado e firme, conquistava o respeito de alunos e pais — inclusive figuras influentes da política local.
Ainda em 1969, encontrou um grupo de escoteiros desamparado na praça em frente à Catedral. Sensível à situação, acolheu o grupo na Casa Paroquial e passou a acompanhá-lo de perto, tornando-se rapidamente um entusiasta do escotismo. Com o tempo, formou-se oficialmente como escotista, frequentando cursos como o Insígnia de Madeira e o Curso Nacional de Adestradores. Assumiu diversas funções de liderança no movimento, como presidente do Grupo Bernardo Sayão, Comissário Distrital de Anápolis, Comissário Regional de Goiás e Assistente Religioso Nacional Católico (1971–1977).
Sua representatividade o levou a participar de eventos internacionais, como o Seminário de Adestramento no México (1976) e a XXVI Conferência Escoteira Mundial em Montreal (1977). Para Mons. Catão, o escotismo era mais do que uma atividade extracurricular: tratava-se de uma verdadeira escola de virtudes, disciplina e formação do caráter cristão da juventude. A experiência escoteira prepararia o terreno para sua posterior inserção na vida militar como capelão da Força Aérea Brasileira.

### Capelão Militar na Força Aérea Brasileira (1978–1999)

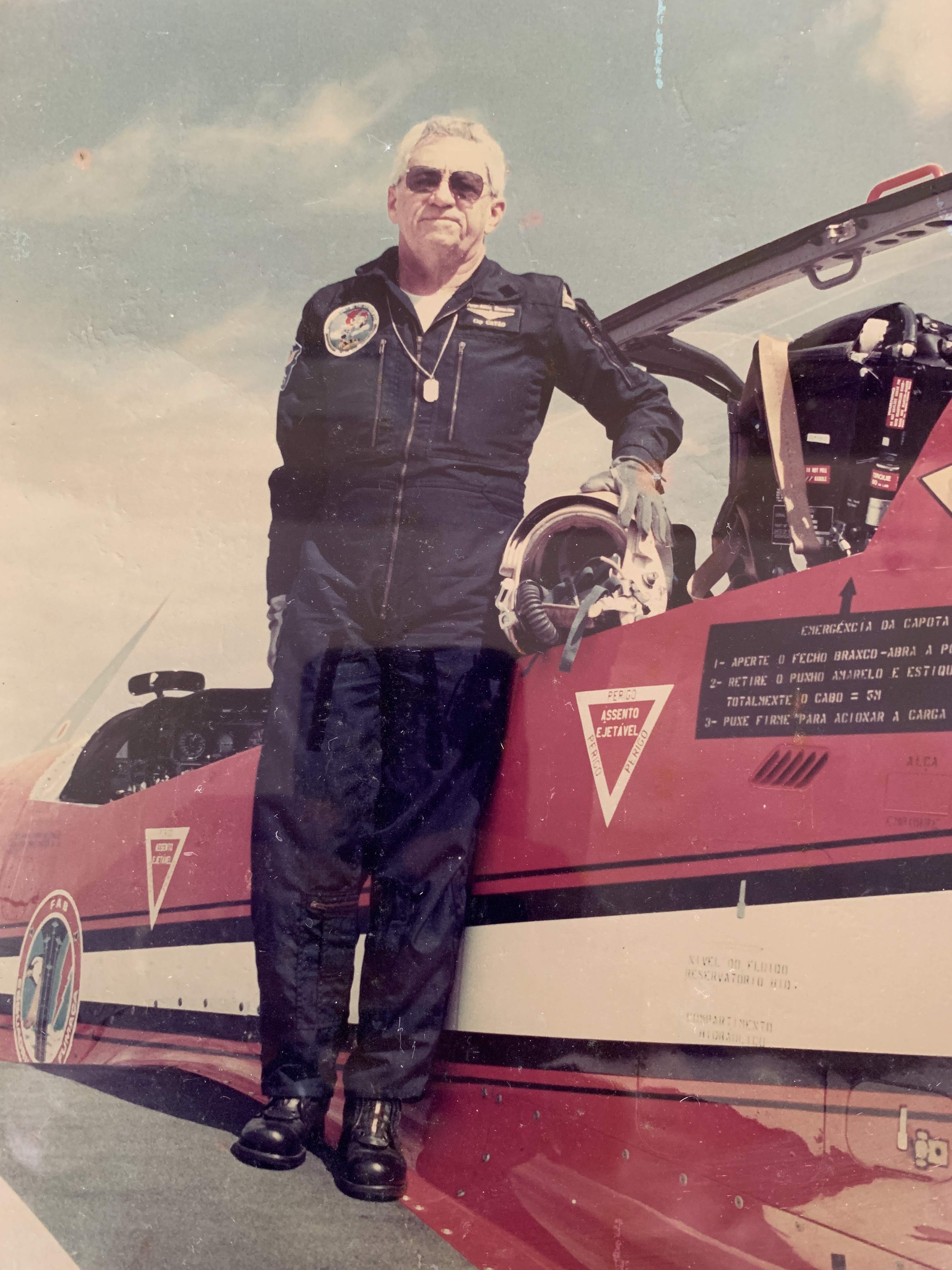
Capelão Aloísio Catão Torquato em traje de voo da Força Aérea Brasileira

Em 1978, após quase uma década de atuação pastoral em Goiás, Aloísio Catão Torquato foi indicado por Dom Epaminondas José de Araújo, bispo de Anápolis, para assumir a função de capelão da Base Aérea de Anápolis (BAAN), unidade da Força Aérea Brasileira responsável pela defesa aérea da região central do país, especialmente da capital federal, Brasília. Inicialmente contratado como capelão civil, foi incorporado oficialmente à Aeronáutica em 18 de julho de 1981, com a patente de primeiro-tenente capelão.
A BAAN foi a primeira base brasileira projetada para operar caças supersônicos Mirage III (F-103), recém-integrados à frota da FAB. Nesse contexto, Catão atuou como assistente religioso, mediador de conflitos internos e celebrante das cerimônias religiosas e militares da unidade. Ele buscava uma integração efetiva com a tropa e participava ativamente dos treinamentos físicos dos soldados, afirmando que isso favorecia a identificação dos militares com o capelão e facilitava sua missão pastoral no ambiente castrense.
Durante sua permanência na base, destacou-se por um episódio marcante: realizou um voo em um caça Mirage  , ocasião em que rompeu a barreira do som — fato raramente vivenciado por membros do clero. O gesto tornou-se um símbolo de sua plena inserção no cotidiano militar.
Ao longo de sua carreira, foi promovido até a patente de tenente-coronel e recebeu diversas condecorações por serviços prestados à Aeronáutica. Atuou na BAAN por 21 anos, encerrando sua trajetória militar no final da década de 1990, quando retornou à Paraíba para dar continuidade ao trabalho pastoral.

### Retorno à Paraíba (1990–2021)

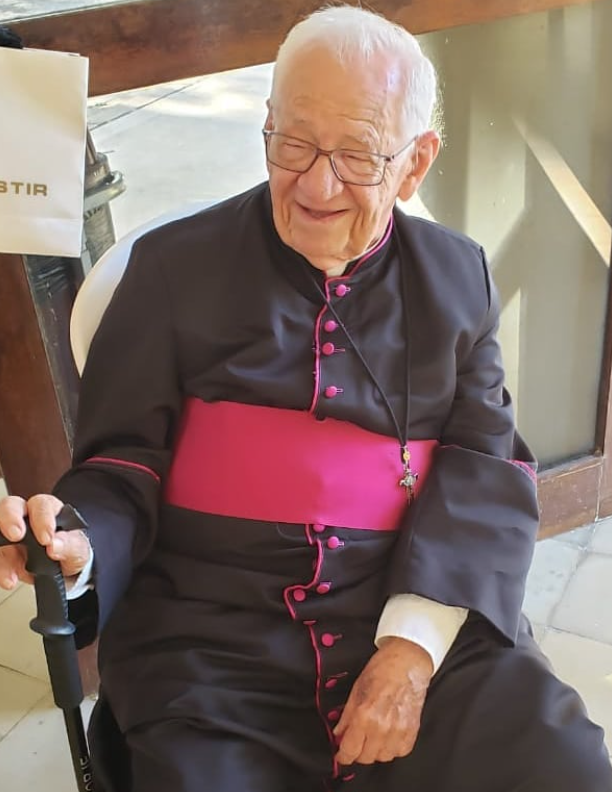
Monsenhor Catão em seus últimos anos de vida

No início da década de 1990, após mais de vinte anos de atuação religiosa, educacional e militar no estado de Goiás, Aloísio Catão Torquato retornou à Paraíba, estabelecendo-se definitivamente em João Pessoa. De volta à Arquidiocese da Paraíba, passou a colaborar com diversas frentes pastorais, com destaque para sua atuação junto à juventude católica.
Assumiu a direção espiritual do Encontro de Jovens com Cristo (EJC) vinculado à Paróquia da Catedral Basílica de Nossa Senhora das Neves, auxiliando nas liturgias dominicais realizadas na Capela do Colégio Marista Pio X. Com o afastamento do então pároco, padre Juarez Benício, em decorrência de um acidente vascular cerebral em 1998, Catão assumiu integralmente a condução espiritual do grupo, além da Capela do Marista e da Igreja Nossa Senhora do Carmo.
Nesse período, também manteve vínculos com expressões eclesiais contemporâneas e comunidades religiosas. Destaca-se sua adesão à Comunidade Doce Mãe de Deus, com a qual conviveu por vários anos, tendo realizado sua consagração e permanecido ligado à instituição até 2018.
Reconhecido por sua dedicação ao ministério da confissão, direção espiritual e celebrações litúrgicas, tornou-se uma figura de referência entre leigos, seminaristas, religiosos e membros do clero. Sua atuação era marcada por uma rotina de oração intensa, constante disponibilidade pastoral e ênfase na adoração eucarística.
Em 2008, a partir da convivência com jovens do EJC das Neves, surgiu a proposta de criação de um espaço permanente de evangelização, dando origem à Casa de Evangelização Monsenhor Aloísio Catão.

### Casa de Evangelização Monsenhor Aloísio Catão

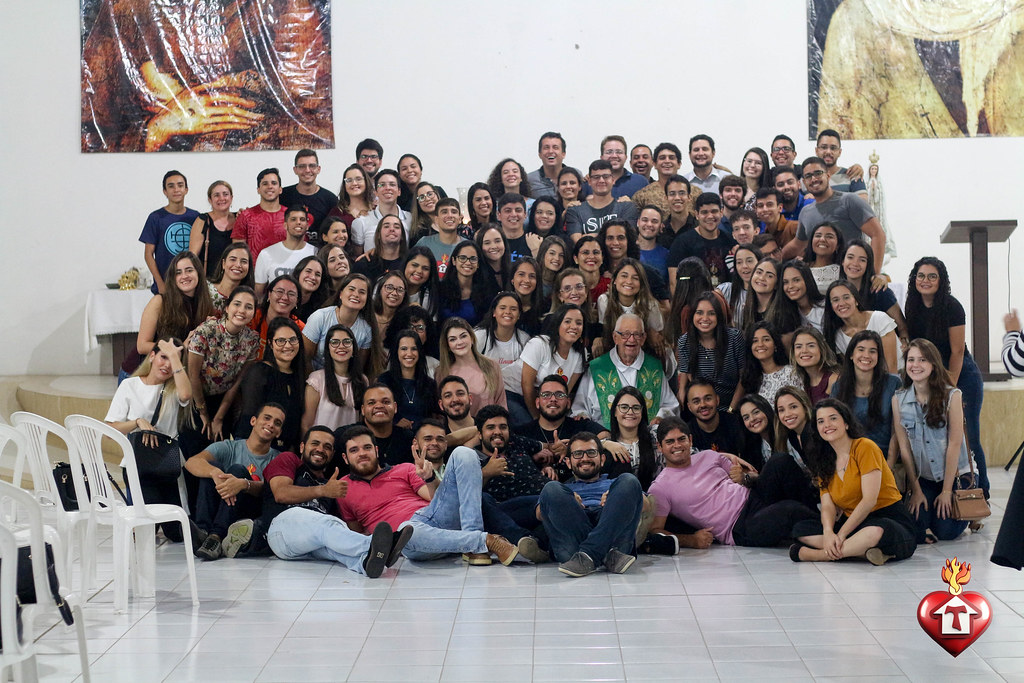
Parte dos membros da Casa de Evangelização

A Casa de Evangelização Monsenhor Aloísio Catão foi criada em 2008 por jovens vinculados ao Encontro de Jovens com Cristo (EJC) da Paróquia da Catedral Basílica de Nossa Senhora das Neves, em João Pessoa. A iniciativa surgiu com o objetivo de oferecer um espaço de apoio às atividades de evangelização que vinham sendo desenvolvidas.
Nos anos seguintes, a Casa estruturou-se com identidade própria e ampliou significativamente sua atuação, passando a abranger públicos de todas as faixas etárias. Suas atividades incluem a organização de celebrações litúrgicas, ações formativas voltadas para crianças, adolescentes, jovens e adultos, além da preparação para os sacramentos. Desenvolve ainda obras de misericórdia, prestando serviços de assistência social voltadas a pessoas em situação de rua e a gestantes em condição de vulnerabilidade. A Casa mantém um calendário anual de eventos que contempla palestras, encontros temáticos e retiros espirituais.
É mantida pela Associação Monsenhor Aloísio Catão, organização da sociedade civil sem fins lucrativos, reconhecida como de utilidade pública pelo Município de João Pessoa (Lei nº 12.001/2010) e pelo Estado da Paraíba (Lei nº 9.252/2010) .
A Casa é reconhecida pelo forte enraizamento na doutrina da Igreja e por sua adesão explícita ao Magistério. Essa fidelidade se expressa especialmente nas atividades formativas, que se tornaram um dos pilares de sua missão evangelizadora, oferecendo formação contínua aos membros e ao público em geral.
O nome foi atribuído pelos jovens em homenagem a Monsenhor Aloísio Catão ainda em vida, proposta que ele inicialmente recusou com discrição. Somente após insistência respeitosa e pela relevância pastoral da proposta, aceitou, afirmando: “Vamos ver até onde isso vai dar.”
Embora não tenha sido o idealizador do projeto, Monsenhor Catão assumiu a missão da Casa com empenho e constância. Presente na vida cotidiana do grupo, acompanhava espiritualmente os membros, celebrava missas, atendia confissões e conduzia momentos de aconselhamento e oração. A Casa tornou-se, nos últimos anos de sua vida, o ambiente em que concentrou sua dedicação pastoral.
A Casa de Evangelização permanece ativa, promovendo a formação de leigos evangelizadores comprometidos com a fé católica, em sintonia com a doutrina, a tradição e a missão da Igreja.

### Falecimento

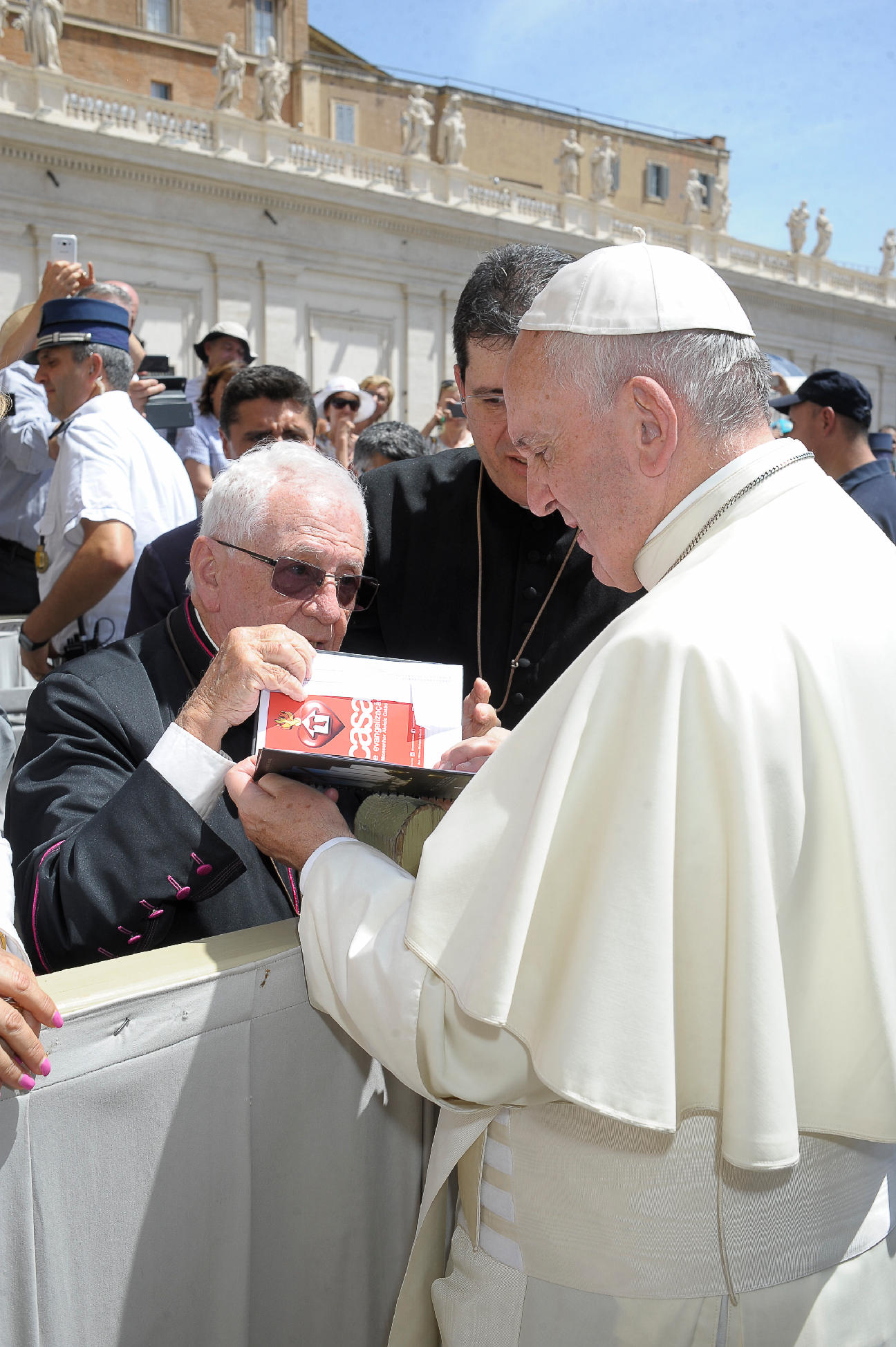
Encontro com o Papa Francisco no Vaticano em 2016 pela ocasião dos seus 60 anos de sacerdócio.

Monsenhor Aloísio Catão Torquato faleceu em 12 de julho de 2021, aos 90 anos, na cidade de João Pessoa, Paraíba. Ele havia sido internado no Hospital Nossa Senhora das Neves após apresentar um quadro de desconforto respiratório, posteriormente identificado como decorrente de complicações cardíacas. Apesar de ter se submetido a uma primeira intervenção cirúrgica, não resistiu ao segundo procedimento, considerado de baixa complexidade, mas agravado pela idade avançada.
Seu falecimento teve grande repercussão entre membros do clero, fiéis e leigos que acompanharam sua trajetória pastoral. O velório ocorreu na Casa de Evangelização Monsenhor Aloísio Catão, local onde atuou nos últimos anos de sua vida. O sepultamento foi realizado no dia seguinte, no Cemitério Parque das Acácias, em João Pessoa. 

### Memorial Aloísio Catão Torquato
Em 13 de janeiro de 2023, foi inaugurado o Memorial Aloísio Catão Torquato, espaço dedicado à preservação da memória do sacerdote paraibano. Localizado na sede da Casa de Evangelização Monsenhor Aloísio Catão, em João Pessoa, o memorial reúne objetos pessoais, documentos, vestimentas litúrgicas e fardamentos militares, além de fotografias e manuscritos que abrangem diferentes fases da vida de Monsenhor Catão. 
O acervo apresenta registros de sua atuação como capelão militar na Força Aérea Brasileira, bem como elementos que retratam sua espiritualidade, sua vida pastoral e sua ligação com os jovens e movimentos eclesiais. A inauguração contou com a presença de fiéis, amigos, clérigos e do bispo Dom Philip Eduard Roger Dickmans, que presidiu missa em ação de graças na ocasião.
No mesmo evento foi lançado o livro Monsenhor Aloísio Catão Torquato – 85 anos de altar, de autoria do escritor e engenheiro Stelo Queiroga, obra que reúne testemunhos e documentos sobre a trajetória do homenageado.
O memorial está aberto à visitação gratuita durante os horários de funcionamento da Casa de Evangelização.